# Cidade murada de Kowloon

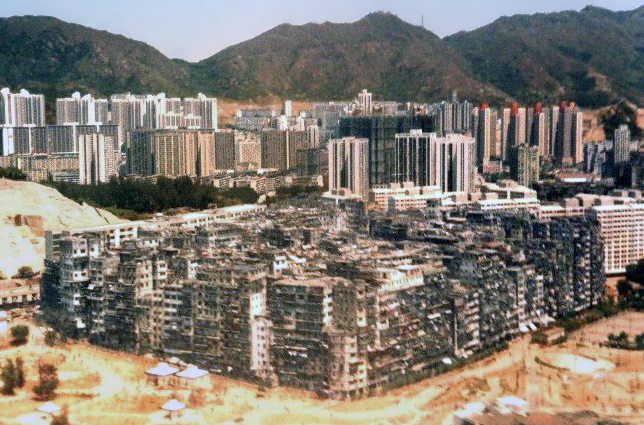
A cidade murada: um grande bloco sólido de edifícios em ruínas, variando em altura, com muitos edifícios mais altos e alguns morros ao fundo.

Cidade murada de Kowloon era uma área densamente povoada, com cerca de 1.270.000 hab/km², degradada e sem governo, localizada em Kowloon, Hong Kong. Originalmente uma fortaleza militar chinesa, a cidade murada se tornou um enclave após os Novos Territórios terem sido arrendados para o Reino Unido em 1898. Sua população aumentou drasticamente após a ocupação de Hong Kong pelo Império do Japão durante a Segunda Guerra Mundial. Em 1987, a cidade murada tinha cerca de 33 mil residentes dentro de seu território de apenas 26 mil metros quadrados, sendo considerada a área de maior densidade demográfica de toda a história da Terra.  De 1950 até a década de 1970, foi controlada por tríades e tinha altos índices de prostituição, jogos de azar e uso de drogas.
Em janeiro de 1987, o governo de Hong Kong anunciou planos para demolir a cidade. Depois de um árduo processo de despejo, a demolição começou em março de 1993 e foi concluída em abril de 1994. O Parque da cidade murada de Kowloon foi inaugurado em dezembro de 1995 e ocupa a área da antiga cidade murada. Alguns artefatos históricos do local, incluindo construções yamen e restos de seu portão sul, foram preservados. Foi considerada a maior favela vertical da história.

## História

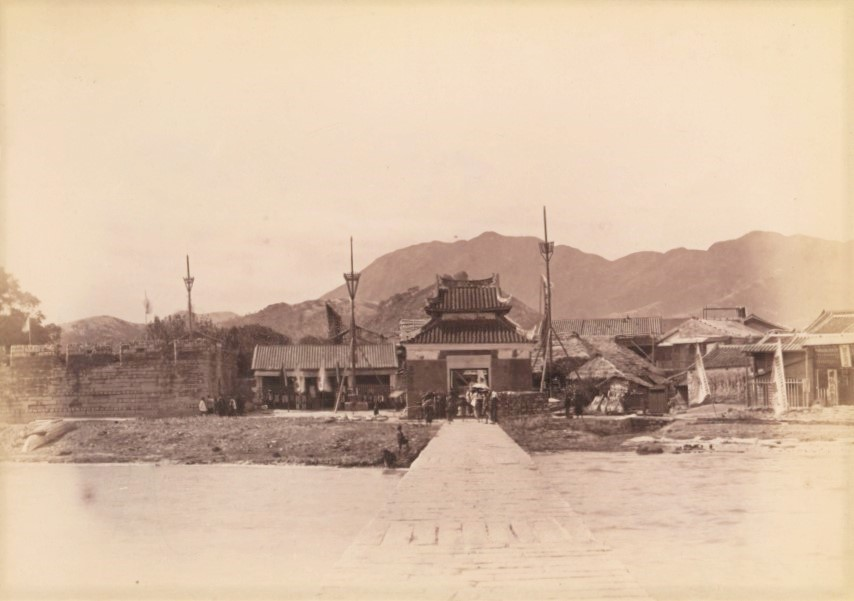
Kowloon em 1898.

As origens da cidadela remontam a meados do século XIX, tendo o complexo se originado de uma fortificação militar, construída sobre as ruínas de um antigo posto de observação na Península de Kowloon.
Após a cessão da Ilha de Hong Kong para os britânicos em 1842 (Tratado de Nanquim), as autoridades imperiais chinesas julgaram necessário estabelecer um posto de observação militar para dominar a península e verificar periodicamente a eventual expansão da influência inglesa na área.
Em 1898, celebrou-se uma Convenção que cedeu outras porções do território chinês de Hong Kong para os ingleses, por 99 anos adicionais. A Convenção excluiu a Cidadela de Kowloon (então com população de cerca de 700 pessoas), que permaneceu no domínio da China, podendo esta manter tropas na península, desde que não interferissem nas atividades inglesas.
A Coroa inglesa logo desconsiderou esta parte do acordo, atacando Kowloon em 1899, mas encontrando-a completamente deserta. Nada foi feito com a Cidadela e a questão de sua propriedade foi deixada em segundo plano.

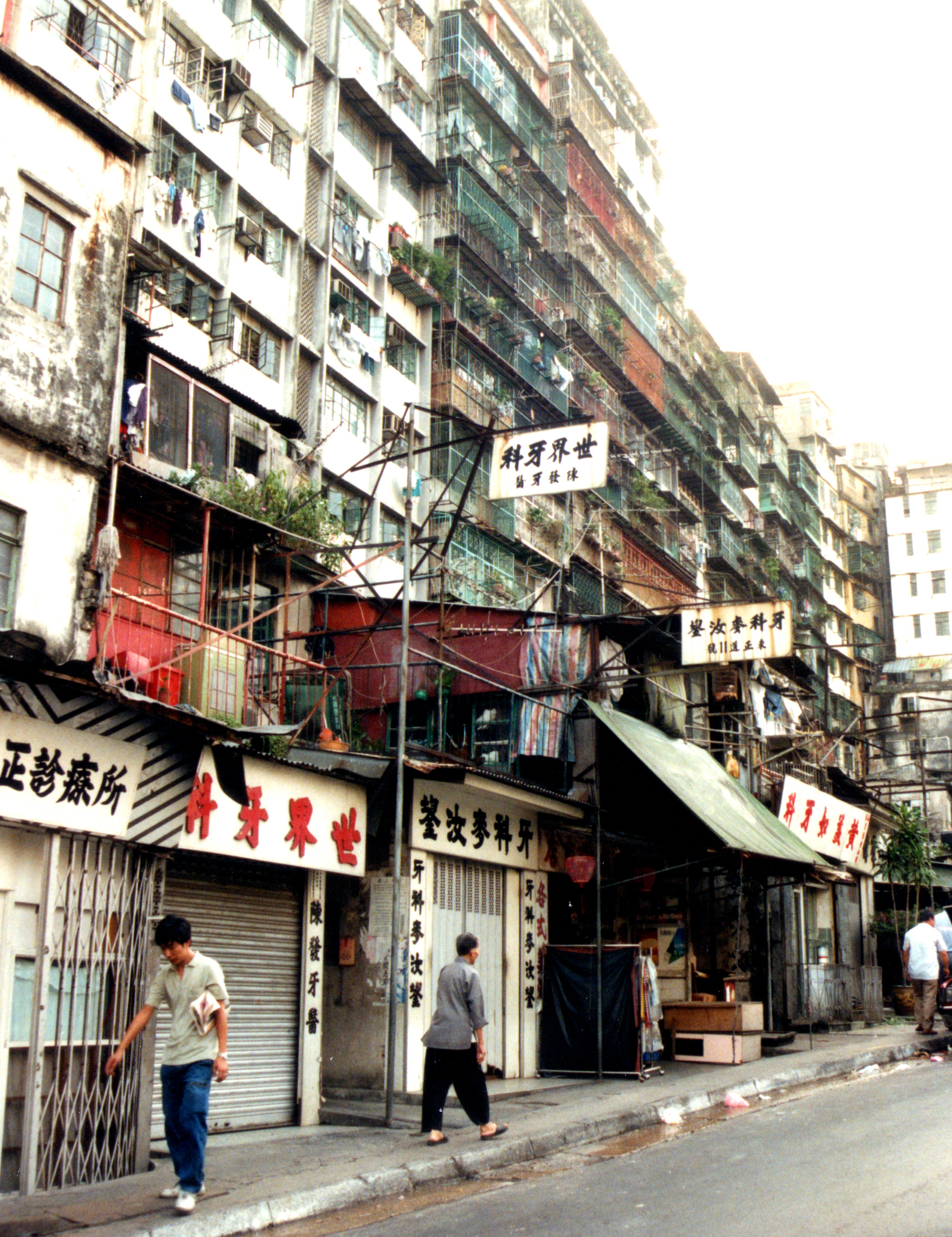
Uma das ruas da antiga cidade

Por volta de 1940, a Cidadela se converteu em uma vizinhança altamente populosa, toda concentrada dentro das suas muralhas. O enclave permaneceu como parte do território chinês a despeito das intensas mudanças políticas da China (queda da Dinastia Qing, estabelecimento da República e, finalmente, advento do Comunismo)
A cidadela permaneceu como uma curiosidade e uma atração turística para colonos e turistas ingleses, que podiam sentir, visitando suas vielas, como era a China dos tempos antigos.
Com a ocupação de Hong Kong em 1940, durante a Segunda Guerra Mundial, o Império do Japão evacuou a cidadela e a demoliu quase completamente (incluindo suas muralhas), para obter materiais de construção para obras militares.
Depois da rendição japonesa, a cidadela resistiu a diversas investidas inglesas, até 1948, para que a desocupassem. Sem muralhas para protegê-la, Kowloon tornou-se um refúgio certo para bandidos, salteadores e viciados em ópio, pois a polícia de Hong Kong não tinha direito de entrar na Cidadela e a China continental recusava-se a cuidar da questão.
Com o estabelecimento definitivo do Comunismo chinês, em 1949, milhares de refugiados (predominantemente de Cantão) emigraram para Kowloon. A Coroa inglesa já estava farta e passou a adotar um posicionamento mais interventivo na Cidadela. Um assassinato no interior das muralhas, em 1959, acendeu uma pequena crise diplomática e as duas nações ficaram tentando imputar uma a outra a responsabilidade pelo território, então completamente dominado pelas Tríades anti-Manchúria (o sindicato do crime organizado de Hong Kong).
O domínio das Tríades Chinesas durou até meados dos anos 1970, quando no biênio 1973-1974, cerca de 3.000 investidas policiais ocorreram na Cidadela de Kowloon, enfraquecendo brutalmente o poder de tais organizações criminosas.

### Demolição

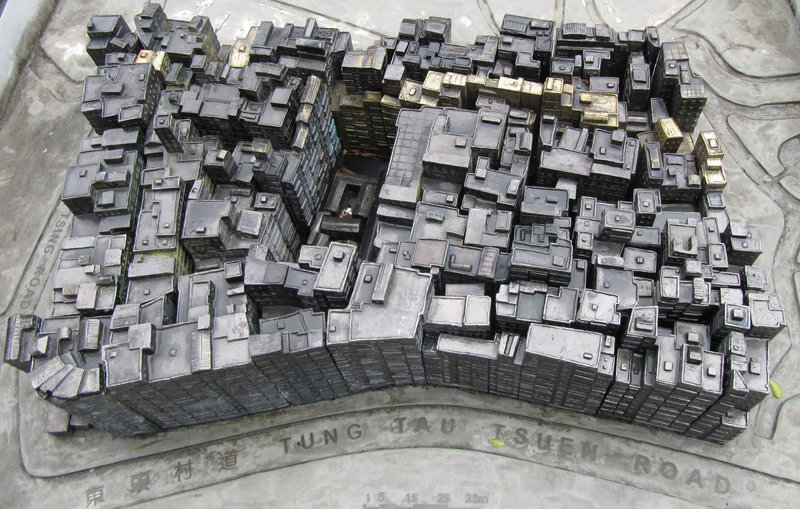
Maquete da antiga cidade murada.

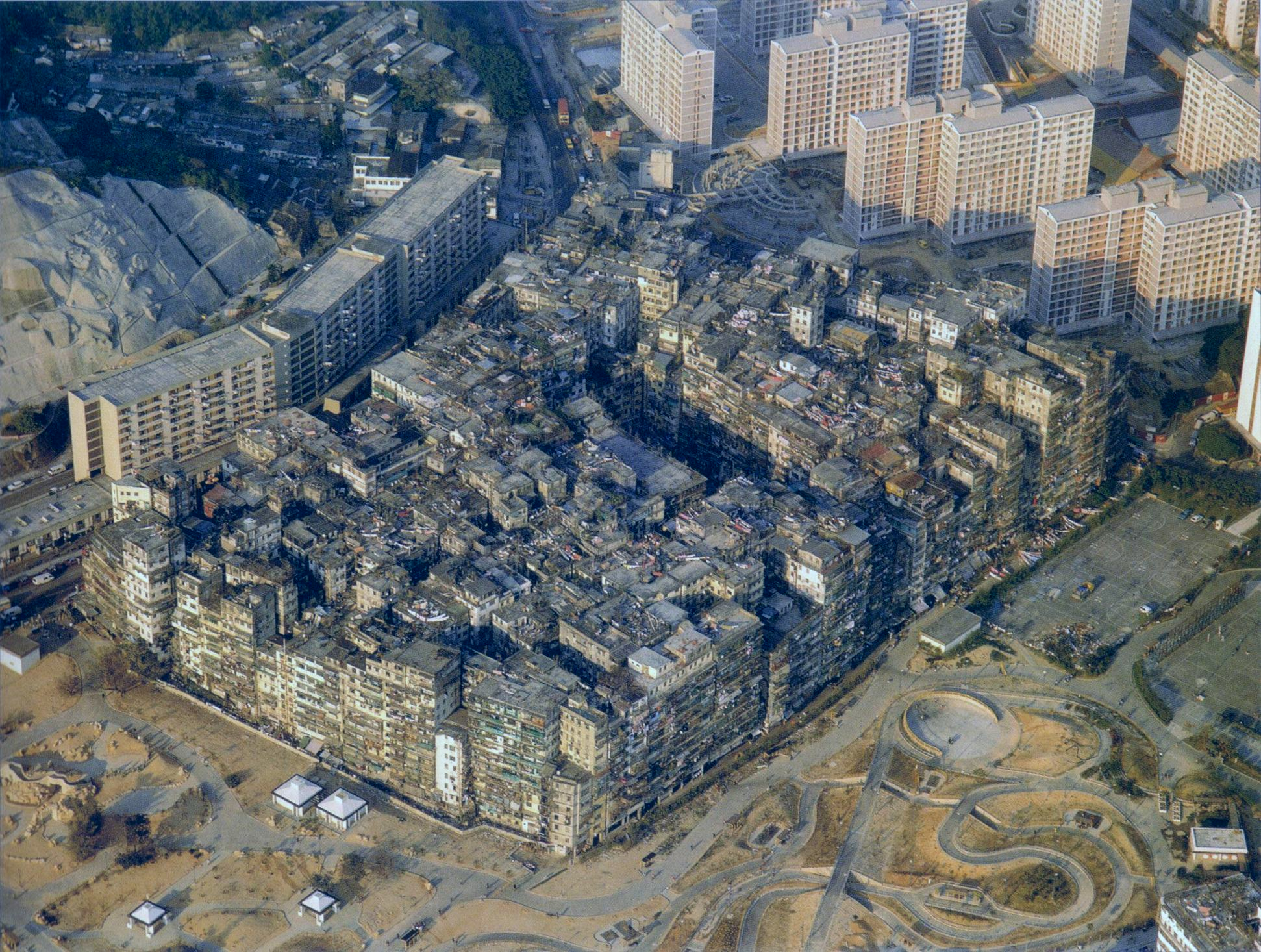
Vista aérea da cidade murada de Kowloon no ano de 1989

Com o tempo, tanto o governo britânico quanto o chinês começaram a ver a cidade cada vez mais como um problema intolerável, apesar da baixa taxa de criminalidade relatada.[carece de fontes?] A qualidade de vida da cidade, em particular na área de condições sanitárias, estava muito aquém da do resto de Hong Kong. A Declaração Conjunta Sino-Britânica, em 1984, lançou as bases para a demolição da cidade. A decisão mútua para derrubar a cidade murada foi anunciado em 14 de Janeiro de 1987.
O governo gastou cerca de US$ 350 milhões em compensação para os cerca de 33.000 moradores e empresas em um plano elaborado por uma comissão especial de Autoridade de Habitação de Hong Kong. Alguns moradores não ficaram satisfeitos com a compensação e foram despejados à força entre novembro de 1991 e julho de 1992.
 Após quatro meses de planejamento, a demolição da cidade murada começou em 23 de março de 1993 e concluída em abril de 1994. As obras de construção do Parque da Cidade Murada de Kowloon começaram no mês seguinte.